# Subrahmanyan Chandrasekhar
Subrahmanyan Chandrasekhar (tamil: சுப்பிரமணியன் சந்திரசேகர்) (Lahore, 19 ottobre 1910 – Chicago, 21 agosto 1995) è stato un fisico, astrofisico e matematico indiano naturalizzato statunitense.

## Biografia
Nacque a Lahore in Pakistan (all'epoca India del Regno Unito). Dal 1925 studiò al Presidency College di Madras (l'attuale Chennai, in India), ove si laureò in fisica nel 1930. Divenne celebre in tutto il mondo semplicemente come Chandra. Non fu solo nel campo della matematica che egli eccelse. In gioventù frequentò anche un master in Germania; leggeva di tutto, da Shakespeare a Hardy, capace di leggere 100 pagine in un'ora "molto facilmente". Chandrasekhar era nipote del fisico Chandrasekhara Venkata Raman, vincitore del premio Nobel per la fisica nel 1930.
Anch'egli fu premiato con il Nobel per la Fisica nel 1983 per i suoi studi riguardanti importanti processi fisici sulla struttura e sulla evoluzione delle stelle, in riferimento soltanto ai suoi primi studi e rendendo quindi riduttive le imprese di tutta la sua vita. Queste possono essere intraviste nelle note a piè pagina nella sua Lezione Magistrale alla cerimonia di consegna del Nobel. Lavorò presso la facoltà di fisica dell'Università di Chicago dal 1937 fino alla sua morte nel 1995 all'età di 84 anni. Fu naturalizzato cittadino degli Stati Uniti d'America nel 1953.

### Limite di Chandrasekhar
Uno dei maggiori contributi da lui forniti all'astrofisica è il "Limite di Chandrasekhar". Esso costituisce un valore critico nelle scale di grandezza delle stelle nane bianche. In particolare il Limite di Chandrasekhar (pari a circa 1,44 volte la massa solare) segna il limite superiore della massa di una nana bianca. Una stella che, al termine della propria permanenza nella sequenza principale, della fase cioè di bilanciamento tra forza gravitazionale ed energia termonucleare sprigionata dalla fusione degli atomi di idrogeno, è destinata a collassare in una nana bianca se la massa del nucleo, al momento del collasso gravitazionale, è al di sotto del Limite di Chandrasekhar. Se, invece, la massa del nucleo della stella, al momento del collasso gravitazionale, supera il Limite di Chandrasekhar essa collasserà formando una stella di neutroni o un buco nero.

## Curiosità
In una conferenza nel 1935, l'intervento del giovane Chandrasekhar sul limite di massa critica delle nane bianche, fu ridicolizzato pubblicamente da Sir Arthur Eddington, che allora era considerato un'autorità assoluta in campo astrofisico. Chandra fu emarginato anche dagli altri colleghi di Cambridge, che sposarono la posizione di Eddington. Senza grandi prospettive, Chandrasekhar cominciò a contemplare la possibilità di un incarico fuori dal Regno Unito: ciò avvenne nel 1937 quando se ne andò all'Università di Chicago.
Nel corso del tempo, le argomentazioni ed i calcoli di Chandrasekhar si rivelarono esatti (Limite di Chandrasekhar), mentre l'intervento di Eddington apparve dettato più da ragioni personali che dal rigore scientifico.
Gli studi di Chandrasekhar sulla dinamica delle stelle e dei pianeti presentano un notevole debito nei confronti di Donna DeEtte Elbert.

## Premi
- Nel 1949 Henry Norris Russell Lectureship
- Nel 1952 Bruce Medal
- Nel 1953 Medaglia d'Oro della Royal Astronomical Society
- Nel 1962 Medaglia Royal
- Nel 1966 President's National Medal of Science [6]
- Nel 1971 Henry Draper Medal
- Nel 1973 Medaglia Marian Smoluchowski [7]
- Nel 1979 gli è stato dedicato un asteroide, 1958 Chandra [8]
- Nel 1983 Premio Nobel per la fisica
- Nel 1984 Medaglia Copley della Royal Society
- Nel 1998 gli è stato dedicato il Chandra X-ray Observatory, telescopio spaziale per l'osservazione nei raggi X